# Брустурі (Фініш, Біхор)
Брустурі (рум. Brusturi) — село у повіті Біхор в Румунії. Входить до складу комуни Фініш.
Село розташоване на відстані 382 км на північний захід від Бухареста, 61 км на південний схід від Ораді, 106 км на захід від Клуж-Напоки, 118 км на північний схід від Тімішоари.

## Населення
За даними перепису населення 2002 року у селі проживали 10 осіб, усі — румуни. Усі жителі села рідною мовою назвали румунську.